# サンムラマート
サンムラマート（Shammuramat）は、古代メソポタミア地方の新アッシリア帝国の王シャムシ・アダド5世の王妃であり、紀元前811年 - 808年の摂政である。男性の王しかいなかった新アッシリア帝国において、摂政とはいえ女性が帝国を統治した例は非常に珍しい。ギリシャ神話におけるバビロンの女王セミラミスのモデルとなった人物とされている。

## 名前の語源
サンムラマート（SammurāmatまたはSammuramāt）の名前は、アッシリアの文書ではMÍ sa-am-mu-ra-matと綴られている。シケリアのディオドロス（II 4.6）はこれをΣεμιραμιςまたはΣεμιραμιςとギリシア文字で綴り、この名前は「シリア語」（おそらくアッシリア語）の「鳩」を意味し、アッカド語のsummatuまたはsummuから派生したことを示すと主張した。（ユダヤ教の）ラビらは、この名前をšmy rʿm、「天の雷」と理解していた。 現代の歴史学者モーシェ・ヴァインフェルドは、この名前はフェニキア語（šmm rmm、「高い天国」）に由来すると示唆している。ジェイミー・ノヴォトニーは、この名前は言語構造的には西セム語またはアッカド語のどちらにも由来を見出し得るものであり、前者の場合原型はDN-rāmu/rāmat（"DNは称揚された"）、後者の場合原型はDN-ramāt（"DNは愛された"）であると指摘した。いずれの場合も、名前の最初の部分は神名から来ていると考えるべきであり、 もしこの名前が西セム系の言語に由来する場合、この名前の前半はšammuであった可能性がある（西セム語の音韻/š/は、新アッシリア語の/s/に対応するため）。これが新アッシリア語におけるsammuであるとすれば、dSa(-a-)mu（「赤」を意味する）という神の名前からの派生であった可能性がある。

## 生涯
サンムラマートはシャムシ・アダド5世の妻であり、シャムシ・アダド5世が紀元前811年に亡くなった後、息子アダド・ニラリ3世が成人するまでの5年間、新アッシリア帝国の摂政として、国を統治した。サンムラマートは政治的に不安定な時期に摂政の職に就いており（通常、女性が支配者になることはは考えられなかったにもかかわらず）、アッシリア人がサンムラマートによる統治を受け入れた一つの理由としてありうるのが、この政治的不安定性である。アッシュルの街には、サンムラマートのために建てられたオベリスクがあり、そこには以下のように刻まれている。 
サンムラマートの孫がシャルマネセル4世である。

## セミラミス
伝説の女王セミラミスは、通常、神話上の人物に過ぎないと考えられている。しかし、アッシリアの記録には、セミラミスが、実際はサンムラマートをギリシャ語化させたものである可能性があることを示唆する証拠がある。もっとも、このような同一視には異論もある。別の可能性として、サンムラマートが死後、シュメール神にあやかった称号を与えられたのではないかということが指摘されている。女性でありながら統治をうまく行うことができたことで、アッシリア人はサンムラマートに特別な敬意をもったと推測され、サンムラマートの統治の成果（破壊的な内戦後の帝国の安定と強化を含む）が世代を超えて語り継がれたため、最終的にサンムラマートは神話上の人物になったと考えられる。ジョルジュ・ルーは、後のギリシア人とイラン人（ペルシャ人とメディア人）がセミラミスの神話をつくりあげたのは、サンムラマートがこれらの民族に対し軍事的な成功を収めたことと、そのような帝国を支配する女性が目新しかったことによると推測している。